# Антарктический морской лёд
Антарктический морской лёд — часть ледового покрова Антарктиды, находящаяся над прибрежными антарктическими морями.

## Описание
Площадь антарктического ледяного щита составляет 14 млн км², объём — 30 млн км³ льда. Зимой площадь ледникового покрова Антарктиды увеличивается на 3-4 млн км². Происходит это за счёт увеличения (разрастания) площади шельфовых ледников. Особенно ярко выражен этот процесс в море Росса и на территории Антарктического полуострова. В результате замерзания окружающих Антарктиду морей 17 млн км² водной поверхности покрывается льдом. Летом эти льды, как правило, практически полностью тают.
Как правило, на участках однолетнего льда образуется снежный покров. Во время оттепелей часть снега тает и при замерзании превращается в лёд, в связи с чем меняется структура верхнего слоя льда.
Поля однолетнего льда, образованные из смёрзшихся друг с другом льдин, могут иметь размеры более 10-15 километров. Ледяные поля, возникшие в слабоветреную погоду, отличаются от полей, образовавшихся в сильный ветер. Размеры первых могут достигать 3-10 километров, они имеют округлую или угловатую форму. Льды значительной толщины, как правило, покрыты грядами торосов и трещинами.
Всемирная метеорологическая организация включила морской лёд в число семи ключевых индикаторов глобального климата.

## Состояние
В настоящее время[когда?] площадь антарктического морского льда в зимний период достигает бо́льших значений, чем несколько десятилетий назад[когда?]. В 2014 году площадь ледяного покрова вокруг Антарктики достигла рекордного уровня с момента начала наблюдений в 1970-х годах. Максимальное её значение достигло 20,14 млн км², средний максимум за 5 дней кряду был зарегистрирован 22 сентября того же года и составил 20,11 млн км², при том что в промежуток времени с 1981 по 2010 год это значение достигало 18,72 млн км².
Такая тенденция обусловлена изменением розы ветров. Изменения начались с 1992 года. Порывы сильного ветра разносят льды на большой площади и отгоняют их вдаль от побережья. Поэтому в последние десятилетия площадь антарктического морского льда увеличивается. Однако, несмотря на увеличение общей площади морского льда, площадь некоторых[каких?] участков антарктического ледяного щита в настоящее время[когда?] сокращается.
К 2017 году площадь достигла исторического минимума, а последующие годы (2022–2023) установили новые рекорды: летний минимум впервые опустился ниже 2 млн км², а зимние показатели оставались аномально низкими. Сокращение площади морского льда в Антарктике демонстрирует выраженную географическую неоднородность. По состоянию на февраль 2023 года наиболее значительные потери зафиксированы в Тихоокеанском секторе, а также в морях Росса и Амундсена-Беллинсгаузена, где ледовый покров достиг рекордно низких значений, приблизившись к минимальным историческим показателям. В то же время в море Уэдделла и Индийском секторе изменения выражены менее резко, хотя остаются ниже многолетней среднегодовой нормы.
Наблюдаемое в период с 2016 по 2023 год значительное сокращение площади морского льда в Арктике и Антарктике актуализирует вопрос о возможном переходе к новому климатическому режиму с учащением экстремальных минимумов ледового покрова. Этот процесс имеет важные климатические последствия: в Арктике уменьшение льда снижает отражательную способность поверхности (альбедо), усиливая поглощение солнечного тепла океаном, что ускоряет региональное потепление. Аналогичный механизм может действовать в Антарктике при длительном сокращении ледового покрова.

## Прогнозы
Большинство современных прогностических моделей демонстрируют систематическое расхождение с данными спутниковых наблюдений за антарктическим льдом до 2017 г.: модели предсказывали сокращение площади льда начиная с 1979 г., тогда как реальные показатели до указанного периода оставались относительно стабильными (Roach et al., 2020). Погрешности в моделировании средней площади льда дополнительно снижают уверенность в прогнозах для различных сценариев воздействия.

## Комментарии
1. ↑  Здесь и далее имеются в виду сезоны южного полушария, по календарным датам они противоположны соответствующим сезонам северного полушария.